# Nicolas Cachet
Pas d'image ? Cliquez ici

a Compétitions nationales et continentales officielles uniquement.

Dernière mise à jour le 24 octobre 2021.
Nicolas Cachet, né le 25 mars 1992 à Lyon, est un joueur français de rugby à XV qui évolue au poste d'arrière ou de demi d'ouverture.

## Biographie
Nicolas Cachet évolue en junior dans le club de rugby à XV de Rillieux-la-Pape depuis l'âge de 6 ans, avant de rejoindre le centre de formation local du Lyon OU à 16 ans, en 2008. Formé au poste de demi d'ouverture, il joue au poste d'arrière à partir de ses 18 ans. N'ayant pas pu évoluer avec l'équipe première, il rejoint l'AS Mâcon en Fédérale 1 pendant l'été 2014. Il entraîne en parallèle les moins de 18 ans de son ancien club,.
Il signe son premier contrat professionnel avec l'US Dax en 2016 pour une saison, où il occupe le rôle de buteur. Son recrutement est conseillé par l'entraîneur Raphaël Saint-André, qui était quelques années plus tôt responsable du Lyon OU lorsque Cachet évoluait au centre de formation rhodanien. Une blessure au poignet l'écarte une grande partie de la phase retour du championnat,. Après cette première année, il prolonge ensuite pour deux saisons supplémentaires.
Néanmoins, il fait valoir sa clause libératoire après la relégation du club dacquois en Fédérale 1 au terme de la saison 2017-2018. Il s'engage ainsi en juin avec le CS Bourgoin-Jallieu ; il y rejoint ainsi ses anciens entraîneurs de Mâcon. Après plusieurs prolongations de contrat, il est particulièrement actif dans le jeu et dans son rôle de buteur lors de la saison 2022-2023 de Nationale. En parallèle de sa carrière de joueur, il entraîne le club aindinois de l'Entente Meximieux Dagneux à partir de l'été 2020,.